# 革命工人党 (土耳其)
革命工人党（土耳其语：Devrimci İşçi Partisi）是土耳其的一个托洛茨基主义政党。该党成立于2007年6月23日。该党的意识形态是共产主义、马克思主义、托洛茨基主义。该党的政治立场是极左翼。该党的领导人是Sungur Savran。该党的总部位于安卡拉。该党曾是争取第四国际重建协调委员会的支部。